# Astrid Bergegren
Astrid Bergegren (i riksdagen kallad Bergegren i Norrköping), född 4 december 1909 i Stockholm (Matteus), död 11 februari 2002 i Järvsö församling, Gävleborgs län, var en svensk kontorist och politiker (socialdemokrat).

## Biografi
Astrid Bergegren tog sin realexamen 1926. Hon blev laboratoriebiträde hos Norrköpings hälsovårdsnämnd 1933. Hon var föreståndare för ansökningsavdelningen vid Norrköpings rättshjälpsanstalt 1948. 1967 till 1970 var hon ledamot av direktionen för regionsjukhuset Norrköping-Linköping 1967–1970, för centrallasarettet i Norrköping 1967–1968 och i Söderköping 1967–1968 och ledamot av direktionen Norrköping-Söderköping 1969–1970.

### Politik
1949 var Bergegren ordförande i styrelsen för socialdemokraternas kvinnodistrikt i Östergötlands län. Hon var också sekreterare i partiets styrelse i Östergötlands län. 1968 till 1974 var Bergegren ledamot av socialdemokraternas partistyrelse.
Bergegren var ledamot av riksdagens andra kammare 1957–1970, invald i Östergötlands läns valkrets. Hon var också riksdagsledamot under mandatperioden 1971–1973, också i Östergötlands läns valkrets. Bergegren skrev 21 egna motioner.
Som svensk delegat i Europarådets parlamentarikerförsamling var Bergegren år 1973 initiativtagare till en motion för att inkludera dödsstraff bland de förnedrande och omänskliga straff som förbjuds enligt artikel 3 i Europakonventionen om de mänskliga rättigheterna. Arbetet mot dödsstraffet i Europarådet ledde senare fram till det sjätte tilläggsprotokollet till konventionen, som förbjuder dödsstraff.

### Familj
Astrid Bergegren var dotter till antikvariatsbokhandlaren Sven Bergegren och Edit Hultgren. Hon var ogift och barnlös.